# August Graf von Kageneck
August Graf von Kageneck (* 31. August 1922 in Lieser an der Mosel; † 13. Dezember 2004 in Lübeck) war ein deutscher Journalist.

## Leben
Graf Kageneck gehörte dem alten badischen Adelsgeschlecht Kageneck an; der vormalige österreichische Staatskanzler Klemens Wenzel Lothar von Metternich stammte von der älteren Linie dieser Familie ab. Graf Kagenecks Großvater, Clemens Freiherr von Schorlemer-Lieser, war Landwirtschaftsminister in der Kaiserzeit. Er selbst nahm als Kavallerist am Zweiten Weltkrieg teil und verlegte nach dem Krieg seinen Wohnsitz nach Frankreich. Von 1986 bis 1994 gab er im Auftrag des Bundespresseamtes in Bonn den Informationsbrief Economie et politiere allemandes heraus. Er war lange Jahre Korrespondent für den Deutschlandfunk und die Tageszeitung Die Welt.
Nach langer schwerer Krankheit starb August Graf Kageneck im Alter von 82 Jahren am 13. Dezember 2004 in Lübeck.

## Werke
- Examen de Conscience, Éditions Perrin, 1994 et 2004, ISBN 978-2-26201189-5
- In Zorn und Scham. Ungesammelte Gedanken zum größten anzunehmenden Unfall unserer Geschichte, von Hase & Koehler, Mainz, 1998, ISBN 3-7758-1371-3.
- gemeinsam mit Hélie de Saint Marc: Unsere Geschichte, Pendo-Verl., Zürich, 2003, ISBN 3-85842-568-0.
- Zwischen Eid und Gewissen. Roland von Hößlin, ein deutscher Offizier, Ullstein, Berlin, 1991, ISBN 3-550-07805-6.
- Erbo, pilote de chasse: 1918–1942, Perrin, Paris, 1999, ISBN 2-262-01512-0.
- Lieutenant de panzers, Perrin, Paris, 2003, ISBN 2-262-02103-1.
- Die Bamberger Reiter. Portrait eines außergewöhnlichen Reiterregiments, Langen Müller, München 1992, ISBN 3-7844-2380-9.